# Kapelle St. Christoph am Arlberg

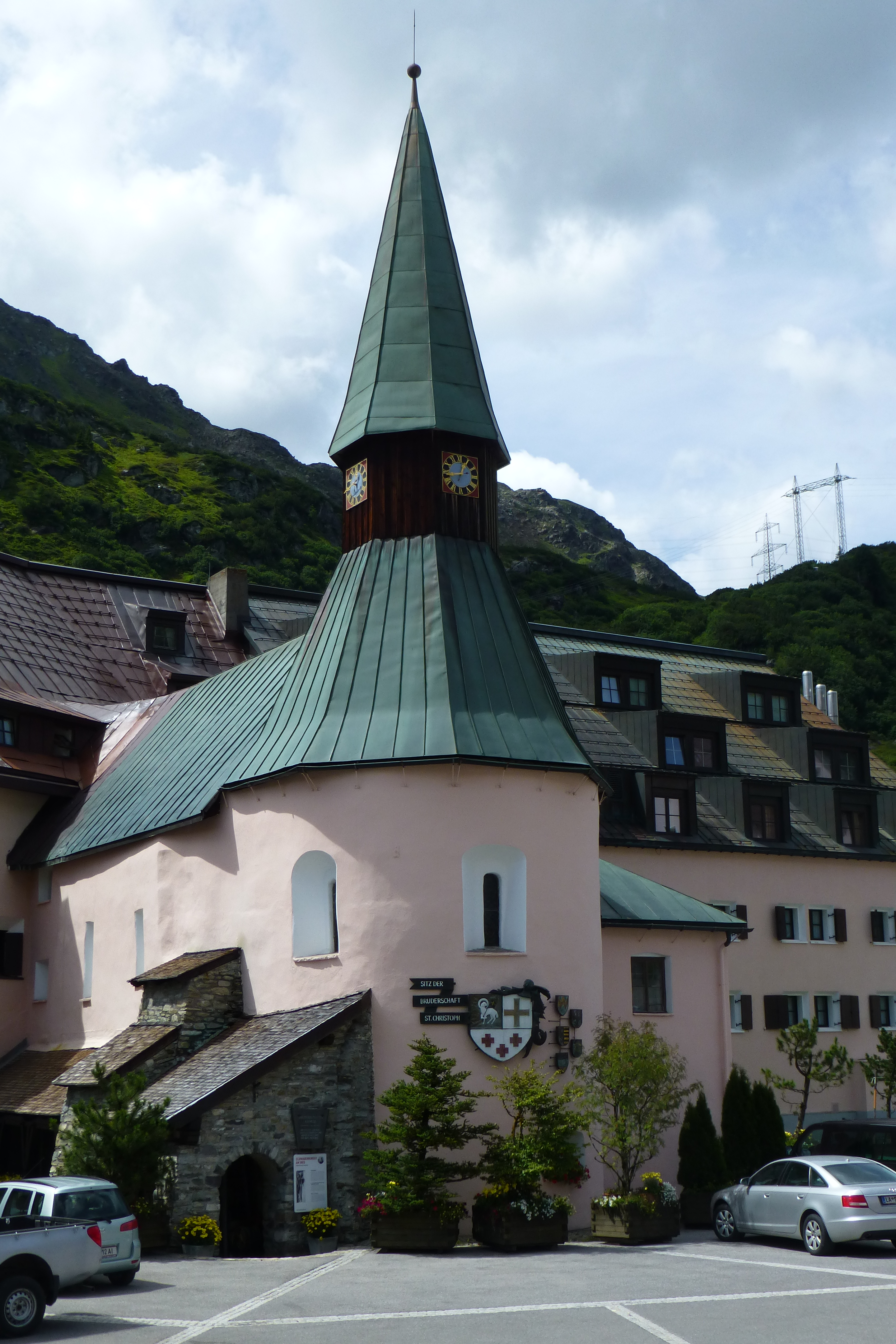
Kapelle, im Hintergrund das Hospiz

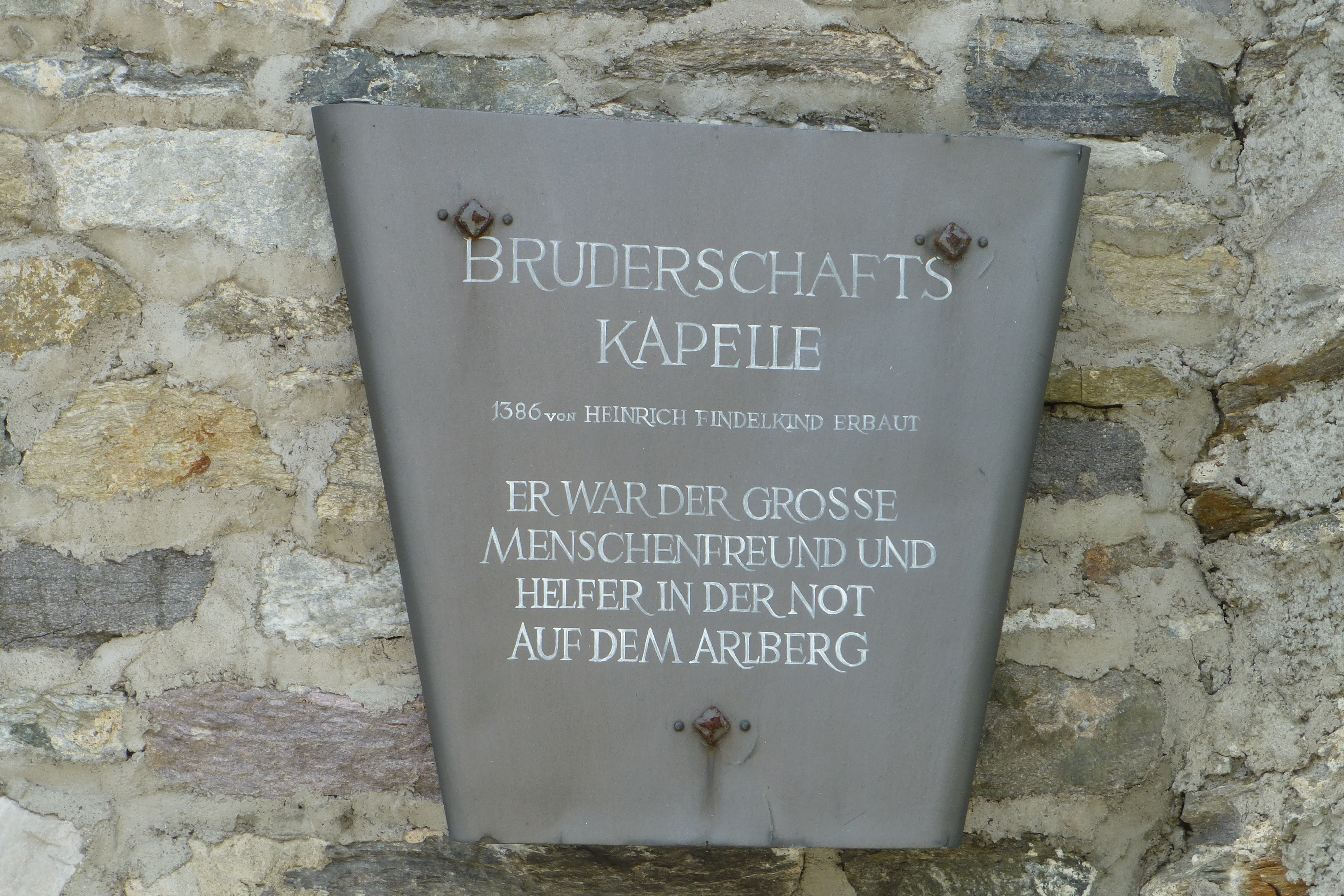
Informationstafel

Die römisch-katholische Kapelle St. Christoph am Arlberg (auch: Bruderschaftskapelle in St. Christoph am Arlberg) ist ein denkmalgeschütztes Objekt in der Gemeinde St. Anton am Arlberg, im Ortsteil St. Christoph am Arlberg beim Arlbergpass im Bundesland Tirol, Österreich. Die Kapelle gehört zur Pfarrkirche St. Anton und damit zum Dekanat Zams in der Diözese Innsbruck.
Die Kapelle ist heute dem hl. Christophorus geweiht, war aber in der Vergangenheit auch anderen Heiligen geweiht (z. B. der hl. Maria, der Dreifaltigkeit, dem hl Stephan und der hl. Katharina). Sie ist eng verbunden mit der Geschichte des benachbarten Hospizes St. Christoph und der Bruderschaft St. Christoph.

## Lage
Die Kapelle liegt etwa 330 Meter vom Arlbergpass in Richtung Südosten entfernt auf etwa 1767 m ü. A. Die Kapelle ist heute direkt an einer Schmalseite an das Hospiz angebaut, wobei die Kapelle auf einer eigenen Grundparzelle steht. Die Kapelle stand bei der Erbauung im Mittelalter am Rand einer Hochmoorebene. Etwa 20 Meter nördlich von der Kapelle entfernt verläuft unterhalb des Felsens der Arlberg-Eisenbahntunnel, etwa 130 Meter südlich der Arlberg-Straßentunnel.
Die Kapelle befindet sich noch außerhalb von Lawinengefahrenzonen (Hochpleis-Lawine bzw. Schmitten-Lawine) und Wildbachgefahrenzonen (Arlenbach).
Zum Zentrum des östlich gelegenen Hauptortes St. Anton sind es etwa 3,5 Kilometer Luftlinie, zur nordwestlich gelegenen Alpe Rauz rund 2,7 Kilometer und zum Zentrum von Stuben sind es rund 4 Kilometer Luftlinie.

## Geschichte
Als sich im 13. und 14. Jahrhundert der Fracht- und Reiseverkehr über den Arlberg im Zusammenhang mit einer allgemeinen Belebung der Wirtschaft verstärkte und es auch mit der Zunahme des Verkehrs zu mehr Unglücksfällen kam, wurde von Heinrich Findelkind das erste Hospiz St. Christoph am Arlberg im Sommer 1386 zum Schutz der Reisenden errichtet. Baubeginn des Hospiz war gemäß Heinrich Findelkind der Johannistag (24. Juni) 1386. Bereits zuvor bestanden hier Alphütten (Alpe Sterns und Arlbergalpe bzw. Christoph-Alpe) und auch in Klösterle, vermutlich auch Stuben, bestanden Johanniterhäuser. Die Kapelle soll nach 1396 gebaut und 1398 geweiht worden sein (dieses Datum ist jedoch strittig, Büchner geht davon aus, dass die Kapelle erst nach 1409 geweiht wurde, vermutlich der Bau zwar begonnen, aber 1413 noch nicht vollendet war).
Am 10. Februar 1421 wurde der Kaplan Stephan Hofkircher vom Ulrichsberg von Bischof Berchtold II. für die Stelle bei der Kapelle ernannt. Im Zuge der Säkularisation von Joseph II. in den 1790er-Jahren wurde für die Kapelle ein ständiger Kaplan eingesetzt, während die Bruderschaft aufgelöst wurde. Zwischen 1784 und 1870 taten 14 Kapläne hier Dienst.
Ob der im letzten Drittel des Oktober 1414 mit großem Gefolge vom Meran mit einer Pferdekutsche über den Arlberg fahrende Gegenpapst Johannes XXIII. die Kapelle St. Christoph besuchte, ist nicht überliefert, jedoch, dass aufgrund der schlechten Straßenverhältnisse sein Wagen auf Höhe des Arlbergpasses umfiel und der Papst unter dem Wagen begraben wurde und unverletzt wieder geborgen werden konnte. In dieser Zeit bis ins 17. Jahrhunderts soll St. Christoph eine Wallfahrtskirche gewesen sein.
1554 und zwischen 1644 und 1646 wurde die Kapelle renoviert. Ende des 18. Jahrhunderts erfolgte eine Wiederinstandsetzung der Straße über den Arlbergpass (Josephinische Straße über den Arlberg), die zuvor nur noch für Wanderer und Säumer begehbar war. Dadurch erlangten auch das Hospiz und die Kapelle wieder an Bedeutung, wenn auch nur für kurze Zeit, denn zuletzt durch die Eröffnung der Arlbergbahn 1884 reduzierte sich der Personen- und Warenverkehr wieder stark. Die Kapelle war um 1880 stark verfallen und am 31. Juli 1897 stellte die k. u. k. Bezirkshauptmannschaft in Landeck den Antrag, alle Gebäude inklusive der Kapelle abzubrechen. Dagegen wehrten sich weltliche und kirchliche Stellen und es wurden Maßnahmen ergriffen, die Gebäude zu erhalten. Es wurden Notreparaturen durchgeführt und ein Winterwächter eingesetzt. Im Sommer 1898 erfolgte die Renovierung des Hospizes und es wurde wieder bewirtschaftet. Mit dem Einsetzen des Skisports am Arlberg wurde auch die Führung des Hospizes wieder rentabel. Am 3. Jänner 1901 wurde im Hospiz der Skiclub Arlberg gegründet und die Kapelle durch den Bildhauer Alois Gröbner aus Pettneu etwas renoviert.
1935 und 1936 fanden in St. Christoph die ersten Autoweihen statt, die von Bischof Sigismund Waitz vorgenommen wurden.
Durch einen Brand in der Nacht vom 6. auf den 7. Jänner 1957 wurden das Hospiz und die Kapelle weitgehend zerstört, 1957 bis 1959 erfolgte der Wiederaufbau des Hospizes und 1961 der Kapelle. Bereits am 3. Oktober 1961 wurde die Bruderschaft St. Christoph neu gegründet. Am 7. Jänner 1962 erfolgte die feierliche Einweihung der Kapelle.

## Gebäude
Die Ausstattung und die Erhaltung der Kirche wird von der Bruderschaft St. Christoph mit Sitz im Hospiz getragen. Eigentümerin der Kapelle ist gemäß Grundbuch durch Ersitzung die röm.-kath. Kaplaneikirche St. Christoph am Arlberg.

### Außen
Ursprünglich war die Kapelle nach der Errichtung ein freistehender Steinbau und befand sich rund sechs Meter westlich der Herberge. Es wurde dann zwischen Hospiz und Längsseite der Kapelle ein Hausteil errichtet, welcher nun durch eine Außentüre vom Hospiz aus betreten werden konnte. Erst im Laufe des 18. Jahrhunderts wurde das Hospiz erweitert und an die Kapelle herangebaut und eine Türe direkt zur Kapelle durchgebrochen.
Die Kapelle ist heute ein nach drei Seiten freistehender Steinbau, welcher mit der südwestlichen Schmalseite an das Hospiz direkt angebaut ist und von dort auch betreten werden kann (etwa 14 Meter lang und 9 Meter breit) mit einem steilen Satteldach, das mit Kupferblech eingedeckt ist. Nordwestseitig ist eine kleine Sakristei angebaut. Der Turm befindet sich auf der dem Hospiz abgewandten Seite über dem Altar und der halbrunden Apsis und hat einen achteckigen Giebelspitzhelm, der ebenfalls mit Kupferblech eingeschlagen ist und mit einer Turmkugel und einem Kreuz abgeschlossen wird.
Die Kapelle hat einen ebenerdigen Keller, welcher von den Alpgenossen seit der Erbauung der Kapelle für weltliche Zwecke (z. B. als Käsekeller) genutzt wurde. Dieses Recht der Alleinbenützung steht im Rahmen einer Dienstbarkeit noch heute der Agrargemeinschaft Arlbergalpe zu.

### Innen

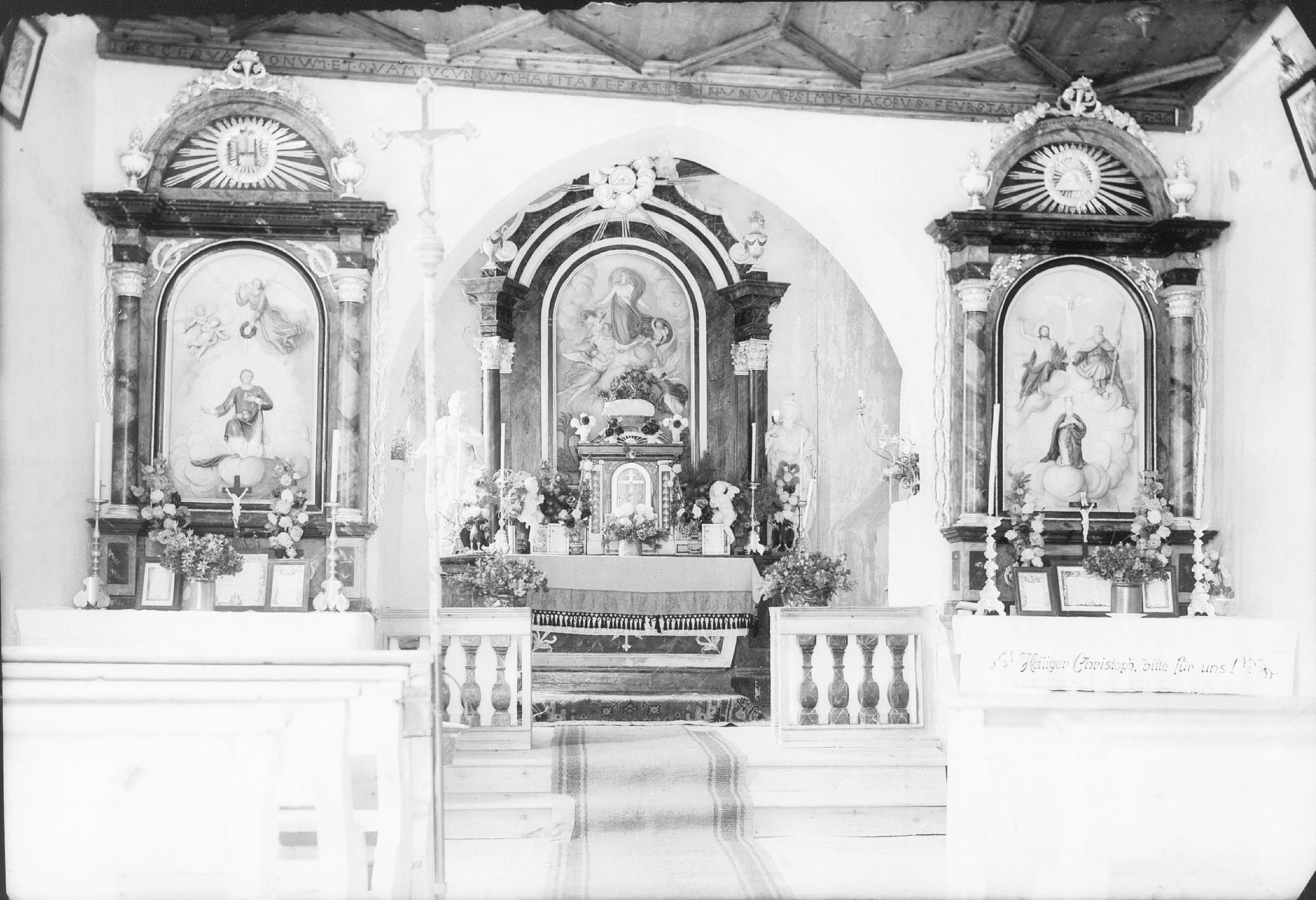
Innenansicht vor dem Brand (1941)

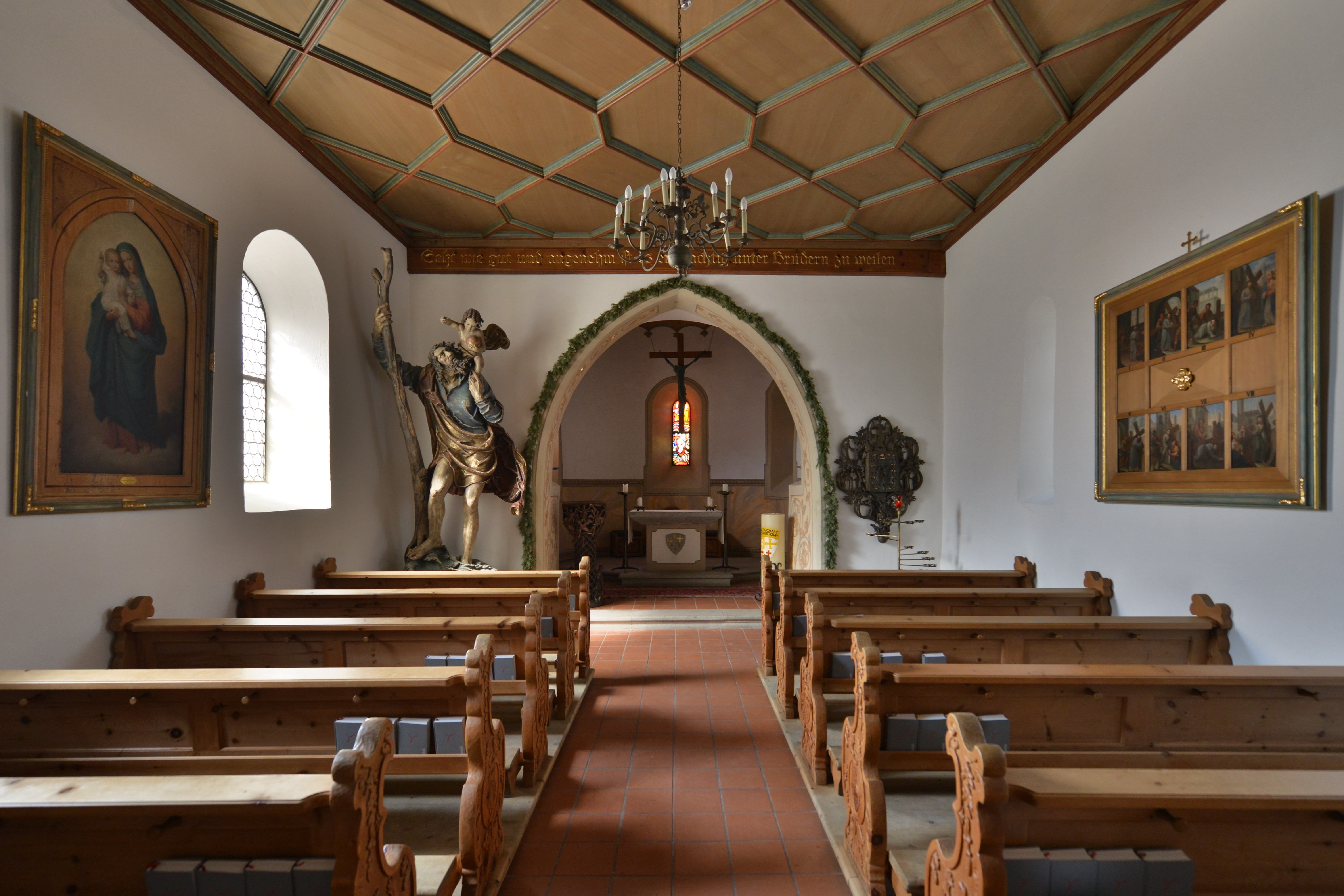
Innenansicht (2015)

Die ursprüngliche mittelalterliche und barocke Einrichtung der Kapelle wurde im Laufe der Jahrhunderte immer wieder beschädigt und ist 1957 vollständig verbrannt. 1640 wurde eine vier Meter hohe Statue des hl. Christophorus, gemäß Überlieferung von einem Alphirten, geschnitzt, welche zwischen Haupt- und Nebeneingang aufgestellt war. Die Statute wurde 1908 zum 60. Regierungsjubiläum von Franz Joseph I. nach Wien gebracht und auf einem Umzug der Kronländer gezeigt. Auch diese Statue ist 1957 verbrannt.
Besonders erwähnenswert in Bezug auf die heutige Ausstattung ist die im Stil der Spätgotik geschnitzte Figur des hl. Christophorus von Josef (Pepi) Rifesser aus St. Ulrich im Grödental von 1962 beim ehemaligen linken Seitenaltar. Die Fresken von Fred Hochschwarzer aus Schwaz zeigten Szenen aus der Geschichte des Arlbergs. Durch den späteren Einbau der Kirchenbänke wurden diese bis zum Boden reichenden Fresken entfernt. Die Glasgemälde sind von Martin Häusle aus Vorarlberg aus dem Jahr 1962. Die Glasfenster zeigen links oben das letzte Gericht, unten die leiblichen Werke der Barmherzigkeit (Bergpredigt, Brotvermehrung, Samariter und den hl. Martin), in der Mitte die Krönung Mariens und rechts Heinrich Findelkind.
Zur 600-Jahr-Feier der Bruderschaft (1986) wurde vom Bildhauer Ulrich Henn ein neuer Tabernakel und Ambo geschaffen.

## Friedhof
Auf dem Arlberg beim Hospiz befand sich bereits zu Beginn des 15. Jahrhunderts ein Friedhof, vermutlich noch bevor die Kapelle gebaut wurde. Ob sich um die Kapelle im Mittelalter ein Friedhof befunden hat, ist nicht gesichert. Bei Grabarbeiten beim Hospizneubau sollen menschliche Gebeine hervorgekommen sein.

## Kaplanpfründe
Zum Unterhalt des Kaplans bei der Kapelle wurde von Bischof Berthold von Brixen eine Pfründe geschaffen, von welcher der Kaplan leben können sollte. Daneben bestanden noch aus Schenkungen und Stiftungen Einkünfte, Zinse und Nutzbarkeiten: der Wegzoll am Arlberg (fünf Mark jährlich), etwa drei Mark aus dem Opferstock der Kapelle jährlich, drei Mark Zins vom Hospiz oder der Gastwirtschaft, zwölf Pfund Ertrag aus verschiedenen anderen Zinsen, die gekauft wurden. Zusammen 12 Mark und 2 Pfund Meraner Münze. Zusammen mit noch anderen Einkünfte etwa sehr bescheidene 14 Mark (= 28 Gulden). Dazu stand dem jeweiligen Kaplan ein Nutzungsrecht an Wiesen, Weiden, Wäldern und Holz in großer Menge (in magna copia) zu. Es wird davon ausgegangen, dass wegen der geringen Einkünfte und der Einsamkeit die Kaplansstelle in St. Christoph am Arlberg viele Jahrzehnte immer wieder unbesetzt blieb.
Der Kaplan wiederum war verpflichtet, an Sonn- und Feiertagen und viermal die Woche (Montag, Dienstag, Freitag, Samstag) Messe zu lesen.